# Ciclo dos mestres
O ciclo dos mestres é um período da história do azulejo em Portugal, entre o final do século XVII e 1720.
O ciclo dos mestres é uma reacção das oficinas produtoras de azulejo à importação em grande escala de azulejos holandeses.
Com esse objectivo contratam pintores de cavalete para realizar painéis de azulejo e outras obras artísticas sobre este suporte cerâmico.
O movimento inicia-se com o espanhol Gabriel del Barco e é seguido por outros como António Pereira, Raimundo do Couto, Manuel dos Santos, PMP, António de Oliveira Bernardes e Policarpo de Oliveira Bernardes.